# The Luck of Geraldine Laird
The Luck of Geraldine Laird er en amerikansk stumfilm fra 1920 af Edward Sloman.

## Medvirkende
- Bessie Barriscale som Geraldine Laird
- Niles Welch som Dean Laird
- Boyd Irwin som Louis Redding
- Dorcas Matthews som Kennedy Bond
- William V. Mong som Leo Goldman
- Rosita Marstini som Paula Lucas
- Ashton Dearholt som George Fitzpatrick
- Mary Jane Irving
- Jeanne Carpenter
- Maggie Fisher
- Siska Swanson